# Platycranium pustulosum
Platycranium pustulosum är en skalbaggsart. Platycranium pustulosum ingår i släktet Platycranium och familjen långhorningar.

## Underarter
Arten delas in i följande underarter:
- P. p. pustulosum
- P. p. trobriandensis